# إيرنيستو نونيز أغيلار
إيرنيستو نونيز أغيلار (بالإسبانية: Ernesto Núñez Aguilar)‏ هو سياسي مكسيكي، ولد في 28 فبراير 1979 في ميتشواكان في المكسيك. حزبياً، نشط في Ecologist Green Party of Mexico ‏. وقد انتخب عضو مجلس النواب المكسيك.